# Levi Dexter & MAGIC
『Levi Dexter & MAGIC』（リーヴァイ・デクスター・アンド・マジック）はLevi Dexter & MAGICのカバー・アルバム。

## 概要
リーヴァイ&ザ・ロカッツのLevi DexterとMAGICによる洋楽ロカビリーカバー・アルバム。MAGICの「ROCK'A BEAT」のリメイクも収録。2007年11月23日に再発された。

## 批評
CDジャーナルは「エルヴィス・プレスリー、バディ・ホリー、ロイ・オービソンらのヴィンテージ・ロックンロールが最新ネオ・ロカ・ヴァージョンで蘇る」と解説している。

## 収録曲
1. OTHER SIDE OF MIDNIGHT
2. DANCE TO THE BOP
3. GO GO GO
4. RIP IT UP
5. LONESOME TRAIN (ON A LONESOME TRACK)
6. SIXTEEN CHICKS
7. ALL I CAN DO IS CRY
8. SLOW DOWN
9. BABY LET'S PLAY HOUSE
10. BLUE DAYS BLACK NIGHTS
11. ROCK-A-BEATIN' BOOGIE
12. ROCK'A BEAT

## 参加ミュージシャン
- Levi Dexter - ボーカル
- MAGIC
  - 上澤津孝 - ボーカル
  - 山口憲一 - ギター
  - 谷田部憲昭 - ベース
  - 久米浩司 - ドラム